# Skyllet væk
Skyllet væk (originaltitel: Flushed Away) er en britisk computeranimations-spillefilm fra 2006. Den er lavet i samarbejde mellem Aardman Animations, der er kendt for Walter og Trofast, og DreamWorks Animation. Det var Aardmans første computeranimationsfilm, da de tidligere havde lavet stop motion.
Den danske udgave af filmen er med stemmer af Iben Hjejle (som Rita), Caspar Phillipson (som Roddy) og Henning Jensen (som Tudsen).

## Handling
Musen Roddy er et kæledyr der lever i luksus i en lejlighed i Kensington. Mens hans ejer er på ferie kommer en kloakrotte Sid ind i lejligheden. Roddy prøver at skylle Sid ud i toilettet men ender med selv at blive skyllet ud. I kloakken møder han rotten Rita.

## Medvirkende
| Rolle    | Original stemme | Dansk stemme       |
| -------- | --------------- | ------------------ |
| Roddy    | Hugh Jackman    | Caspar Phillipson  |
| Rita     | Kate Winslet    | Iben Hjejle        |
| Tudsen   | Ian McKellen    | Henning Jensen     |
| Le frø   | Jean Reno       | Thomas Mørk        |
| Blegmand | Bill Nighy      | Peter Aude         |
| Strit    | Andy Serkis     | Jens Jacob Tychsen |
| Sid      | Shane Richie    | Henrik Koefoed     |